# Secernosaurus
Secernosaurus is een monotypisch geslacht van uitgestorven plantenetende ornithischische dinosauriërs, behorend tot de Euornithopoda, dat tijdens het Laat-Krijt leefde in het gebied van het huidige Argentinië.

## Vondst en naamgeving
In 1923 voerde preparateur John B. Abbott voor het Field Museum of Natural History opgravingen uit bij Lago Colhue Huapi, nabij de Río Chico in de provincie Chubut. Daarbij werden resten van een euornithopode gevonden die eerst weinig aandacht kregen. In 1972 echter behandelde Michael Keith Brett-Surman ze in zijn master's thesis. In 1979 benoemde Brett-Surman ze als de typesoort Secernosaurus koerneri. De geslachtsnaam is afgeleid van het Latijn secernere, 'scheiden', omdat de hadrosaurische vondsten in Zuid-Amerika afkomstig waren van Gondwana en dus gescheiden waren van de veel talrijker fossielen in Noord-Amerika. De soortaanduiding eert professor in de geologie Harold E. Koerner.
Het holotype FMNH PR 13423 bestaat uit een gedeeltelijk skelet met schedel van een jong dier. Bewaard zijn gebleven: een hersenpan, staartwervels, een schouderblad, een darmbeen en een kuitbeen. De precieze vindplaats is tegenwoordig echter onbekend. Brett-Surman dacht dat het lagen van de Salamancaformatie betrof, die dateert uit het Laat-Maastrichtien. Later werd gesuggereerd dat het om de wat oudere Laguna Palacios-formatie ging. Van deze formaties komen echter bij Rio Chico geen lagen aan het oppervlak. Daarom is ook gesteld dat het om de Bajo Barreal-formatie moet gaan die dateert uit het Campanien- Maastrichtien.
Verschillende onderzoekers hebben gesteld dat Secernosaurus identiek is aan Kritosaurus australis die gevonden is in de Los Alamitos-formatie. Dat zou het aantal bekende fossielen aanzienlijk verhogen want van Secernosaurus op zich is bij de Chico alleen nog een darmbeen gevonden. Mocht Kritosaurus australis inderdaad een jonger synoniem zijn dan heeft de naam Secernosaurus koerneri dus prioriteit.

## Beschrijving
De volwassen omvang van Secernosaurus is onduidelijk. Het holotype wordt vertegenwoordigd door een jong dier waarvan de lengte op vierenhalve meter geschat is, gezien de lengte van het darmbeen van een halve meter. Over het uiterlijk van Secernosaurus valt gezien de beperkte resten weinig met zekerheid te zeggen. Het dier zal een 'eendensnavel' bezeten hebben zoals alle andere hadrosauriërs, maar die is op zich niet bewaard gebleven.
Onderscheidende kenmerken zijn gevonden in het darmbeen. Volgens Brett-Surman was het achterblad daarvan niet overdwars afgeplat maar verticaal afgeplat en naar boven en binnen gedraaid. Argentijnse onderzoekers hebben later echter gesuggereerd dat dit het gevolg was van compressie van het fossiel. Het voorblad is laag en naar beneden gebogen. De horizontale richel boven het heupgewricht is slecht ontwikkeld.
Een verschil met Kritosaurus australis is dat het voorblad van het darmbeen zo sterk naar beneden buigt dat het de processus praepubicus in zijaanzicht overlapt. Nadere vondsten moeten uitwijzen of dit kenmerk authentiek is of toegeschreven kan worden aan vervorming dan wel individuele variatie.

## Fylogenie
Volgens Brett-Surman stond Secernosaurus basaal in de Hadrosauridae. Hij vond het dier lijken op Gilmoreosaurus en Bactrosaurus. Latere onderzoekers wezen echter op afgeleide kenmerken zoals een in bovenaanzicht golvend profiel van het darmbeen, een kort aanhangsel van het darmbeen voor het schaambeen, een naar beneden gebogen voorblad van het darmbeen waarvan de punt uitkomt beneden de lijn die loopt tussen het aanhangsel voor het schaambeen en het aanhangsel voor het zitbeen, en een lang achterblad met een rechte onderrand die op hetzelfde niveau ligt als het raakvlak met het zitbeen.
Moderne onderzoekers plaatsen Secernosaurus meestal in de Hadrosaurinae ofwel Saurolophinae.

## Levenswijze
Dit dier leefde in bosgebieden en oeverlandschappen, waar het zich tegoed deed aan planten.